# Phare de Great Duck Island
Le phare de Great Duck Island (en anglais : Great Duck Island Light) est un phare en activité situé sur l'île de Great Duck Island, dans le golfe du Maine, aux États-Unis.
Il est inscrit au Registre national des lieux historiques depuis le 14 mars 1988.

## Histoire
La station est construite en 1890, à une époque où l'île des Monts Déserts, située 14 kilomètres plus au nord, devient une destination de villégiature populaire. La tour est une structure cylindrique en brique, peinte en blanc, avec une lanterne métallique à dix côtés et une galerie à balustrade circulaire. Juste au sud de la tour se trouve le bâtiment de signalisation de brouillard en briques, construit la même année, qui fonctionnait à l'origine avec une machine à vapeur fonctionnant au charbon. Certaines installations ont été démolies par la Garde côtière lors de l’automatisation de la station. Au nord de la propriété se trouve la maison du gardien, l'une des trois construites en 1890 et la seule à avoir survécu. Il s’agit d’une structure en bois d’un étage et demi, avec un parement en bardeaux et un toit à deux versants en lucarne.
Le phare marque l'approche de Blue Hill Bay (en) et des approches sud de l'île des Monts Déserts, sur la côte centrale du Maine. En 1984, la majeure partie de l'île est achetée conjointement par l'État et The Nature Conservancy en 1984. Une rénovation des locaux est effectuée en 1994. Depuis 1997, le phare et la parcelle de 4,5 hectares qui lui est liée sont la propriété du College of the Atlantic (en) qui y exploite une station de recherche ornithologique. La maison du gardien est utilisée comme résidence par les étudiants chercheurs.

## Caractéristiques

### Feu maritime

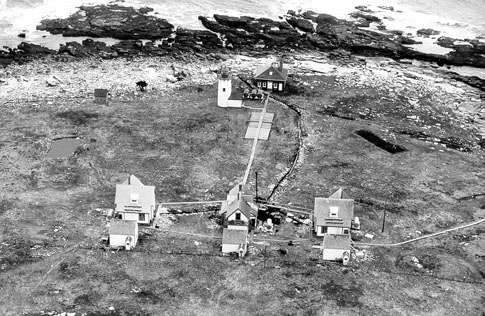
Phare de Great Duck Island.

D'abord équipée par une lentille de Fresnel de cinquième ordre qui a été remplacée par une lentille du quatrième ordre en 1902. Le dispositif du feu maritime est automatisée en 1986. Il émet, à une hauteur focale de 20 m, un éclat rouge de 0.5 seconde par période de 5 secondes. Sa portée est de 19 milles nautiques (environ 35 kilomètres).

Identifiant : ARLHS : USA-347 ; USCG : 1-2295 - Amirauté : J0052.

### Corne de brume
Le site est équipé d'une corne de brume émettant un blast par période de 15 secondes.